# Persone di nome Alessandro/Pittori
| Questa pagina contiene informazioni ricavate automaticamente dalle voci biografiche con l'ausilio del template Bio e di un bot. L'aggiornamento è periodico e automatico e ricostruisce completamente la pagina. Se manca una persona in questa lista, sei pregato di non aggiungerla, ma accertati piuttosto che la sua voce biografica contenga il template Bio e che i dati anagrafici siano correttamente compilati. Se il template Bio manca, inseriscilo tu stesso o, in alternativa, metti l'avviso {{tmp\|Bio}} che ne segnala la mancanza. Se i dati riportati sono sbagliati, correggi direttamente la voce biografica; le modifiche saranno visibili in questa lista entro pochi giorni. Per chiarimenti vedi il progetto antroponimi. La lista contiene solo le 66 persone che sono citate nell'enciclopedia e per le quali è stato implementato correttamente il template Bio. Pagina aggiornata al 6 mag 2025. |

Questa è una lista di persone presenti nell'enciclopedia che hanno il nome Alessandro e sono pittori.

## A(9)
- Alessandro Abate, pittore italiano (Catania, n. 1867 - Catania, † 1953)
- Alessandro Alberti, pittore italiano (Sansepolcro, n. 1551 - Roma, † 1596)
- Alessandro Albini, pittore italiano (n. 1568 - † 1646)
- Alessandro di Atene, pittore ateniese (Atene)
- Alessandro Allori, pittore italiano (Firenze, n. 1535 - Firenze, † 1607)
- Alessandro Altamura, pittore italiano (Firenze, n. 1856 - Parigi, † 1918)
- Alessandro Araldi, pittore italiano (Parma - Parma, † 1528)
- Alessandro Ardenti, pittore italiano (Faenza - Torino, † 1595)
- Alessandro Aretusi, pittore italiano (Modena)

## B(8)
- Alessandro Baratta, pittore italiano (Parma, n. 1639 - Parma, † 1714)
- Alessandro Bardelli, pittore italiano (Uzzano, n. 1583 - Bologna, † 1633)
- Alessandro Battaglia, pittore italiano (Roma, n. 1870 - Roma, † 1940)
- Alessandro Bazan, pittore italiano (Palermo, n. 1966)
- Alessandro Bernabei, pittore italiano (Parma, n. 1580 - Parma, † 1630)
- Alessandro Berri, pittore italiano (Castelnuovo Scrivia - Castelnuovo Scrivia)
- Alessandro Bruschetti, pittore italiano (Perugia, n. 1910 - Brugherio, † 1980)
- Il Moretto, pittore italiano (Brescia - Brescia, † 1554)

## C(3)
- Alessandro Casolani, pittore italiano (Mensano, n. 1552 - Siena, † 1607)
- Alessandro Castelli, pittore e incisore italiano (Roma, n. 1809 - Roma, † 1902)
- Alessandro Cervellati, pittore, scrittore e illustratore italiano (Bertinoro, n. 1892 - Bologna, † 1974)

## D(5)
- Alessandro D'Anna, pittore italiano (Palermo, n. 1746 - Napoli, † 1810)
- Alessandro Dal Prato, pittore e incisore italiano (Roncoferraro, n. 1909 - Guidizzolo, † 2002)
- Alessandro Dalla Nave, pittore italiano (Budrio - Imola, † 1821)
- Alessandro da Casalmaggiore, pittore italiano († 1577)
- Sandro Botticelli, pittore italiano (Firenze, n. 1445 - Firenze, † 1510)

## F(7)
- Alessandro Fè d'Ostiani, pittore e tennista italiano (Torino, n. 1911 - Roma, † 1989)
- Alessandro Fei, pittore italiano (Firenze, n. 1543 - Firenze, † 1592)
- Alessandro Fischetti, pittore italiano (Napoli, n. 1773 - † 1802)
- Alessandro Focosi, pittore italiano (Milano, n. 1836 - Milano, † 1869)
- Alessandro Fortori, pittore italiano (Arezzo)
- Alessandro Fracanzano, pittore italiano (Verona, n. 1567 - Barletta)
- Alessandro Franchi, pittore italiano (Prato, n. 1838 - Siena, † 1914)

## G(5)
- Alessandro Gallotti, pittore italiano (Pavia, n. 1879 - Milano, † 1961)
- Alessandro Gherardini, pittore italiano (Firenze, n. 1655 - Livorno, † 1727)
- Alessandro Grevenbroeck, pittore italiano
- Alessandro Guardassoni, pittore italiano (Bologna, n. 1819 - Bologna, † 1888)
- Alessandro Guzzi, pittore e scrittore italiano (Roma, n. 1951)

## K(1)
- Alessandro Kokocinski, pittore, scultore e scenografo italiano (Porto Recanati, n. 1948 - Tuscania, † 2017)

## L(3)
- Alessandro La Volpe, pittore italiano (Lucera, n. 1820 - Roma, † 1887)
- Alessandro Longhi, pittore e incisore italiano (Venezia, n. 1733 - Venezia, † 1813)
- Alessandro Lupo, pittore italiano (Torino, n. 1876 - Torino, † 1953)

## M(9)
- Alessandro Maganza, pittore italiano (Vicenza - Vicenza, † 1632)
- Alessandro Magnasco, pittore italiano (Genova, n. 1667 - Genova, † 1749)
- Alessandro Mantovani, pittore e decoratore italiano (Ferrara, n. 1814 - Roma, † 1892)
- Alessandro Marchesini, pittore italiano (Verona, n. 1663 - Verona, † 1738)
- Alessandro Martucci, pittore italiano (Capua, n. 1530 - Napoli, † 1598)
- Alessandro Mazzola, pittore italiano (Parma, n. 1533 - Parma, † 1608)
- Alessandro Milesi, pittore italiano (Venezia, n. 1856 - Venezia, † 1945)
- Alessandro Monteleone, pittore e scultore italiano (Taurianova, n. 1897 - Roma, † 1967)
- Alessandro Morani, pittore, decoratore e scenografo italiano (Roma, n. 1859 - Roma, † 1941)

## O(1)
- Alessandro Oliverio, pittore italiano

## P(3)
- Alessandro Pampurino, pittore italiano (Cremona, n. 1460 - Cremona, † 1523)
- Alessandro Pandolfi, pittore, incisore e ceramista italiano (Castellammare Adriatico, n. 1887 - Pavia, † 1953)
- Alessandro Pomi, pittore e decoratore italiano (Mestre, n. 1890 - Venezia, † 1976)

## R(3)
- Alessandro Revera, pittore italiano (Castelfranco Veneto, n. 1813 - Venezia, † 1895)
- Alessandro Romani, pittore italiano (Scansano, n. 1800 - Siena, † 1854)
- Alessandro Rosi, pittore italiano (Firenze, n. 1627 - Firenze, † 1697)

## S(1)
- Alessandro Scalzi, pittore italiano (Firenze - Monaco di Baviera, † 1596)

## T(2)
- Alessandro Tiarini, pittore italiano (Bologna, n. 1577 - Bologna, † 1668)
- Alessandro Turchi, pittore italiano (Verona, n. 1578 - Roma, † 1649)

## V(4)
- Alessandro Vacca, pittore e incisore italiano (Torino, n. 1836 - Torino, † 1884)
- Alessandro Varotari, pittore italiano (Padova, n. 1588 - Venezia, † 1649)
- Alessandro Vasta, pittore italiano (Roma, n. 1726 - Acireale, † 1793)
- Alessandro Vitali, pittore italiano (Pesaro, n. 1580 - Urbino, † 1630)

## Z(2)
- Alessandro Zenatello, pittore italiano (Monteforte d'Alpone, n. 1891 - Soave, † 1977)
- Alessandro Zezzos, pittore italiano (Venezia, n. 1848 - Vittorio Veneto, † 1914)